# Pietro Tonolo
Pietro Tonolo (* 30. Mai 1959 in Mirano) ist ein italienischer Jazzsaxophonist.
Tonolo absolvierte eine klassische Violinausbildung, bevor er 1979 nach Mailand kam und zum Saxophon und zum Jazz wechselte. Er arbeitete hier mit Franco D’Andrea, Luigi Bonafede, Gianni Cazzola, Larry Nocella, Massimo Urbani und zwischen 1981 und 1986 regelmäßig mit der Band von Enrico Rava. Im Sommer 1982 spielte er im Gil Evans Orchestra mit Musikern wie Steve Lacy, Lew Soloff und Ray Anderson.
Seit 1983 unternahm er Tourneen durch ganz Europa und die USA, teils als Leiter eigener Formationen, teil als Sideman von Kenny Clarke, Roswell Rudd, Sal Nistico, Chet Baker, Lee Konitz, John Surman, George Lewis, Barry Altschul, Joe Chambers, Aldo Romano, Kenny Wheeler, Dave Holland, Tony Oxley, Augusto Mancinelli und anderen.
Ab 1986 arbeitete er mit der Pianistin Rita Marcotulli als Duo und im Quartett mit Enzo Pietropaoli und Roberto Gatto zusammen. 1988 trat er mit Henri Texiers Band in Frankreich, Italien, Mexiko, Kuba und Ägypten auf. Außerdem arbeitete er mit Enrico Pieranunzi und Giovanni Tommaso, dem Keptorchestra und dem Saxophonquartett Arundo Donax sowie als Leiter verschiedener eigener Formationen mit Piero Leveratto, Sandro Gibellini, Alfred Kramer und Roberto Rossi.

## Diskographie
- Slowly mit Alfred Kramer, Piero Leveratto, Roberto Rossi, Peppo Spagnoli, 1990
- Tresse mit Aldo Romano, Henri Texier, 1992
- Simbiosis mit Paolo Birro, Rita Marcotulli, Danilo Rea, Riccardo Zegna, 1994
- Disguise mit Luigi Bonafede, Giampaolo Casati, Pietro Ciancaglini, Alfred Kramer, Roberto Rossi, Gianluigi Trovesi, Riccardo Zegna, 1996
- Monologues, Soloalbum, 1996–97
- Un Veliero All'Orizzonte mit Maria Pia de Vito, Bebo Ferra, Alfredo Minotti, Umberto Vitiello, 1997
- Sotto la Luna mit Danilo Rea, 1998
- Glasswater mit Francesco Sotgiu, Salvatore Bonafede, Pietro Ciancaglini, Rossana Casale, 1999
- Retrò mit Bebo Ferra, Piero Leveratto, Luciano Titi, 2000
- Autunno mit Paolo Birro, 2001
- Farfalle mit Paolo Birro, Pietro Ciancaglini, Gil Goldstein, 2002
- Oltremare, 2004
- Your Songs: The Music of Elton John mit Gil Goldstein, Paul Motian, Steve Swallow, 2006

| Personendaten    | Personendaten                 |
| ---------------- | ----------------------------- |
| NAME             | Tonolo, Pietro                |
| KURZBESCHREIBUNG | italienischer Jazzsaxophonist |
| GEBURTSDATUM     | 30. Mai 1959                  |
| GEBURTSORT       | Mirano                        |